# Anna Montañana
Pour les articles homonymes, voir Montañana.
Anna Montañana Gimeno (née le 24 octobre 1980 à Valence) est une ancienne joueuse et désormais entraîneuse de basket-ball espagnole.

## Biographie
Au moment de sa retraite, elle reste la plus jeune joueuse ayant évolué en Liga Femenina, en 1994 à la veille de ses 14 ans avec le club de Dorna Godella.
En février 2013, elle quitte le club turc d'Istanbul Universitesi après avoir marqué 5,7 points, 3,6 rebonds en 16 rencontres. En mai 2013, elle signe au club français de Nice.
En avril 2015, la diplômée de l’université George Washington annonce sa retraite sportive après une dernière saison à Salamanque, le club avec lequel elle a bâti l'essentiel de son palmarès : Supercoupe d’Espagne en 2009-2010, 2010-2011, 2011-2012, 2012-2013 et 2014-2015 ; championnat d’Espagne et 2011 et 2013 ; coupe de la Reine en 2012 et 2015 ; Euroligue en 2011. Avec Ros Casares Valence, elle avait réalisé le triplé Supercoupe d’Espagne-coupe de la Reine-championnat en 2008-2009. 129 fois sélectionnée en équipe nationale, elle remporte le bronze à l’Euro 2005 et 2009 mais aussi l’argent en 2007.
Elle dispute la saison WNBA 2009 avec le Lynx du Minnesota avec 2,2 points de moyenne sur 16 rencontres jouées en saison régulière.

## Palmarès

### Club
compétitions nationales 
- Championne d'Espagne 2009, 2011 et 2013[3]
- Vainqueur de la Coupe de la Reine 2009, 2012 et 2015[3]
- Vainqueur de la Supercoupe d’Espagne en 2009, 2010, 2011, 2012, 2013 et 2015[3]
- Finaliste du Championnat d'Espagne 2006, 2007
- Finaliste de la Coupe de la Reine 2000, 2005, 2006

 compétitions européennes
- Vainqueur de l'Euroligue 2011

### Sélection nationale
Jeux olympiques
- 5e des Jeux olympiques de 2008 à Pékin,  Chine

Championnat du monde
- Médaille de bronze au Championnat du monde 2010

Championnat d'Europe
- Médaille d'argent du Championnat d'Europe 2007,  Italie
- Médaille de bronze du Championnat d'Europe 2009,  Lettonie
- Médaille de bronze du Championnat d'Europe 2005,  Turquie

autres
- Médaille de bronze des Jeux Méditerranéens 2005
- Médaille d'or du Championnat d'Europe junior 1998

## Statistiques
- Jeux de Pékin : 14,5 points, 5,8 rebonds, 1,7 passe en 30,2 minutes [6].
- Championnat d'Europe 2009 : 16,2 points, 4,1 rebonds, 1,8 passe en 30,4 minutes